# RSG Group
RSG Group (acronimo di Rainer Schaller Global Group) è un gruppo tedesco attivo a livello internazionale nel settore del fitness, fondato nel 1996 da Rainer Schaller. La sede legale è a Schlüsselfeld, Germania, mentre la sede amministrativa si trova a Berlino. I marchi più noti del gruppo sono le catene di palestre Gold's Gym, McFit e John Reed. Negli Stati Uniti, la società opera sotto RSG Group North America LP e RSG Group USA Inc.
RSG Group è uno dei gruppi del settore fitness più grandi al mondo in termini di fatturato e per numero di clienti: il suo portafoglio di aziende e marchi offre servizi di fitness e benessere quali allenamento della resistenza e della forza, corsi di gruppo e personal training. RSG Group opera anche nel campo della moda (tramite una propria agenzia di modelli), nella ristorazione, negli spazi per eventi ed edita una rivista sportiva digitale. Possiede inoltre azioni e partnership in gym80, Hero Workout e Ron Miller.

## Struttura aziendale
RSG Group è una GmbH (società a responsabilità limitata di diritto tedesco), fondata e diretta personalmente da Rainer Schaller fino al giorno del suo decesso, nell'ottobre 2022; nel successivo mese di dicembre gli sono subentrati Hagen Wingertszahn e Jobst Müller-Trimbusch con la carica di co-CEO. La filiale americana fa invece capo ai co-CEO Danny Wagoner e Brian Warne.

## Storia
Il marchio McFit fu creato con l'obiettivo di offrire palestre aperte 24 ore al giorno a prezzo accessibile. Dopo l'apertura della prima palestra McFit a Würzburg nel 1997, sono seguite altre aperture in tutta la Germania. Nel 2007 McFit ha rilevato il marchio Fit24 e nello stesso anno il fatturato ha superato per la prima volta i 100 milioni di euro. La popolarità del brand crebbe ulteriormente nel 2008, grazie all'ingaggio come testimonial dei campioni di pugilato Volodymyr e Vitalij Klyčko, entrambi molto noti in Germania. Un anno dopo inizia l'espansione internazionale con l'apertura di centri fitness in Austria e Spagna. Nel 2014 si aggiunge l'Italia: la prima palestra viene aperta a Verona e nello stesso anno viene rilevato il marchio Happy Fit, i cui 14 centri vengono riarredati e ribattezzati McFit. Nel 2016 si aggiunge il marchio John Reed Fitness.
Dopo essersi radicato in Germania e in Europa, il marchio si è espanso anche negli Stati Uniti, con l'apertura dei primi club a Los Angeles e Dallas. Dopo essere entrata nei mercati internazionali, McFit nel 2016 ha assunto la ragione sociale McFit Global Group. A seguito dell'ulteriore espansione e diversificazione del business, nel 2019 le attività sono state riorganizzate nella holding RSG Group (Rainer Schaller Global Group), che controlla il portafoglio dei vari marchi; viene altresì inaugurata una seconda sede operativa a Los Angeles. Secondo Statista, nel 2020 RSG Group era il fornitore di servizi fitness con il maggior numero di iscritti in Germania.
Nell'estate 2020 il gruppo ha acquisito per 100 milioni di dollari la catena fitness statunitense Gold's Gym, fallita a causa della pandemia di COVID-19; RSG Group ha così incorporato 70 palestre di proprietà e più di 530 in franchising in tutto il mondo, arrivando entro il 2023 a detenere oltre 900 club in 30 Paesi.

## Articolazione

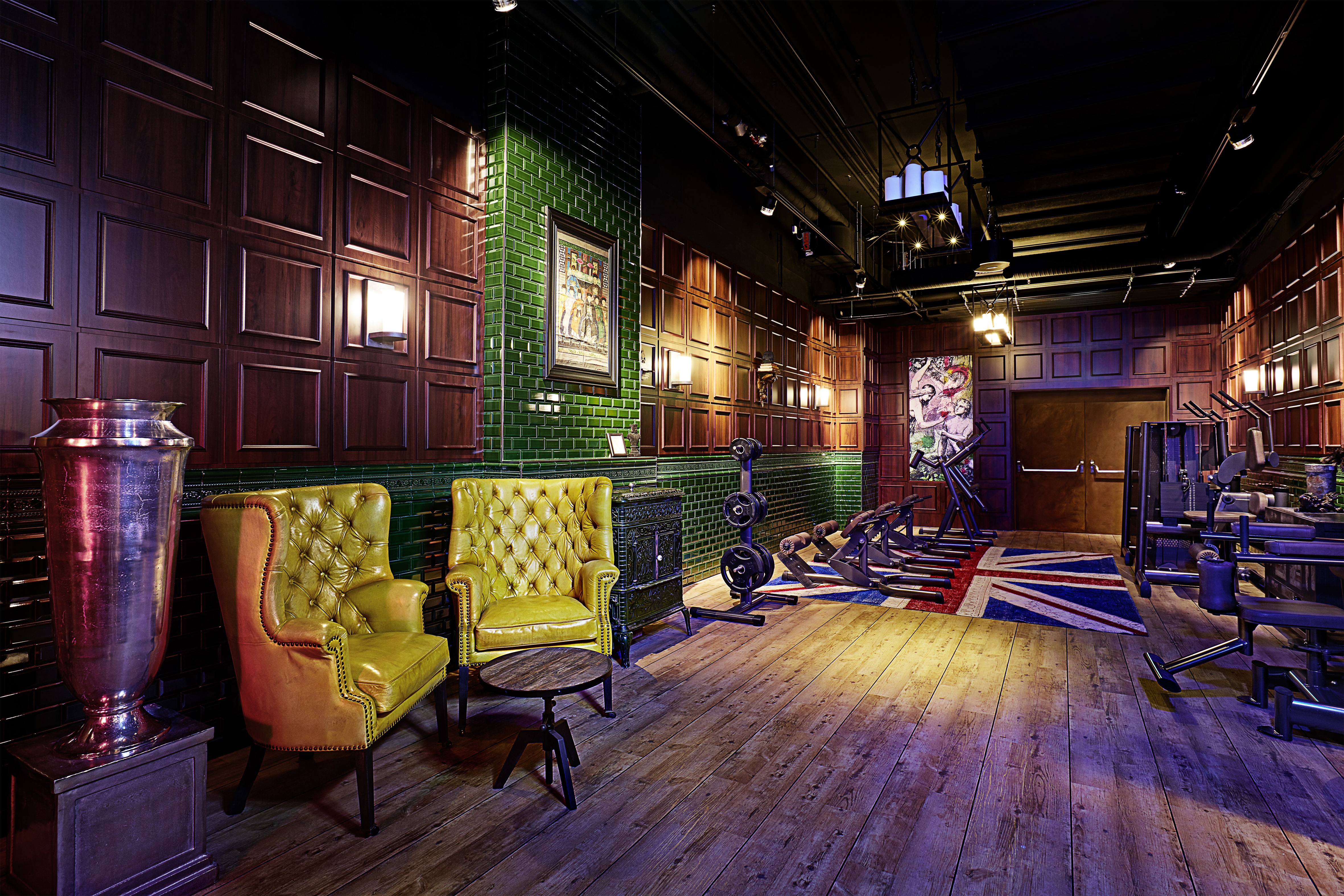
John Reed Studio di Berlino

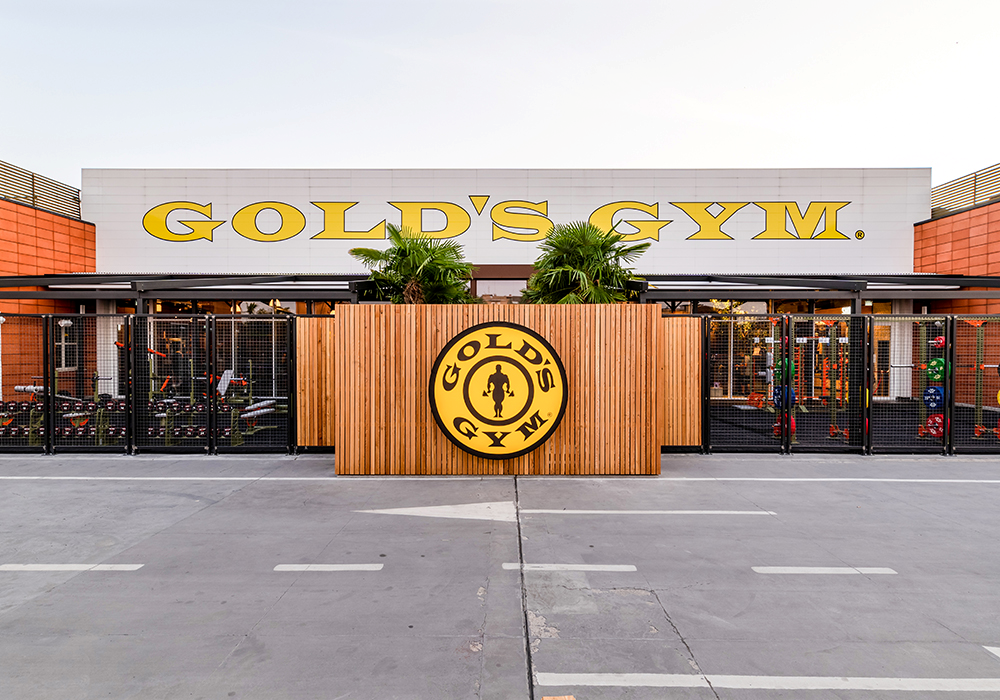
Studio Gold's Gym di Milano

RSG Group opera sul mercato con vari marchi:
- McFit, leader di mercato in Europa con oltre 250 centri e 1,7 milioni di iscritti;[19]
- John Reed Fitness, marchio di fascia più elevata, i cui centri fungono anche da spazio per mostre artistiche, presente anche nel Nord America;[20][21][22]
- Gold's Gym, marchio nato negli Stati Uniti nel 1965, con oltre 600 palestre e oltre tre milioni di iscritti a livello globale,[23] famoso per essere stato scelto da personalità quali Arnold Schwarzenegger,[24] Lou Ferrigno e Franco Columbu;
- Heimat, marchio d'alta fascia lanciato nel 2022[25], che ai servizi fitness e wellness aggiunge boutique e servizi di ristorazione.[26]

RSG gestisce inoltre l'agenzia di modelli paneuropea McFit Models, focalizzata sul tema sportivo edita la rivista lifestyle in lingua tedesca Loox, dedicata all'attività sportiva e all'alimentazione, produce articoli di nutrizione sportiva e integratori alimentari a marchio Gold's Gym Nutrition e realizza corsi e allenamenti video digitali tramite Cyberobics.
Il portafoglio del gruppo è completato da The Reed, un ristorante-caffetteria e spazio per eventi ubicato in Alexanderplatz a Berlino.
RSG Group ha inoltre una partecipazione del 35% in gym80, che fornisce le attrezzature per il fitness alle palestre del gruppo, possiede il 50% di Hero Workout (startup che sviluppa corsi di fitness e allenamenti interattivi) e sostiene il duo tedesco di artisti urbani Ron Miller, che ha esposto le proprie opere in molti club John Reed.

## Impegno sociale
Dal 2009 RSG Group sostiene in tutta la Germania l'organizzazione per bambini e giovani Die Arche. Oltre alle donazioni in denaro e materiali, anche l’impegno personale è una componente importante della cooperazione a lungo termine. L'azienda organizza e partecipa regolarmente a escursioni, feste e attività con i bambini. L'azienda ha inoltre fondato la Fondazione Torre del Sol - Terapia Para el Alma, che sostiene progetti sociali in una fattoria di alpaca a Maiorca, in Spagna.